# Dermacentor variabilis
Dermacentor variabilis ist ein Vertreter der Gattung der Buntzecken. Die Zeckenart ist in den Vereinigten Staaten von Amerika beheimatet und tritt vor allem in den östlichen zwei Dritteln des Landes auf. Hauptwirt der Adulten sind Hunde, gelegentlich werden auch Katzen oder der Mensch befallen. Larven und Nymphen befallen kleine Nagetiere. Der Parasit kann eine Zeckenparalyse verursachen und spielt als Vektor für das Rocky-Mountain-Fleckfieber und das Colorado-Zeckenfieber des Menschen eine Rolle. Außerdem kann er die Tularämie, bei Hunden die Ehrlichiose und die Borreliose sowie bei Rindern die Bovine Anaplasmose übertragen.

## Merkmale
Männchen sind 3 bis 4 mm lang, Weibchen 4 mm, in vollgesogenem Zustand bis zu 15 mm. D. variabilis ist blassbraun und der Rückenschild zeigt graue Ornamente. Die Mundwerkzeuge sind kurz. Die Basis des Capitulums ist breit und kurz. Das erste Beinpaar trägt einen deutlichen Dorn.

## Entwicklung

Verbreitungsgebiet von D. variabilis

D. variabilis ist dreiwirtig. Weibchen saugen bis zu zwei Wochen an ihrem Wirt, lassen sich dann abfallen und legen 4000 bis 6500 Eier. Aus diesen schlüpfen nach vier Wochen die Larven und suchen sich einen Wirt. Nach vier bis fünf Tagen lassen sie sich abfallen und häuten sich zur Nymphe. Diese saugt fünf bis sechs Tage an einem Nagetier und lässt sich wiederum abfallen, um sich zum Adulten zu häuten. Unter günstigen Bedingungen dauert die Entwicklung drei Monate.